# Wintzenbach
Wintzenbach település Franciaországban, Bas-Rhin megyében. Lakosainak száma 525 fő (2022. január 1.). Wintzenbach Eberbach-Seltz, Mothern, Munchhausen, Neewiller-près-Lauterbourg, Niederlauterbach, Niederrœdern, Oberlauterbach, Schaffhouse-près-Seltz és Seltz községekkel határos.

## Népesség
A település népessége az elmúlt években az alábbi módon változott:
| Lakosok száma | 572  | 555  | 560  | 544  | 539  | 533  | 532  | 528  | 525  |
|               | 2013 | 2015 | 2016 | 2017 | 2018 | 2019 | 2020 | 2021 | 2022 |